# Sites d'émission du massif de l'Étoile

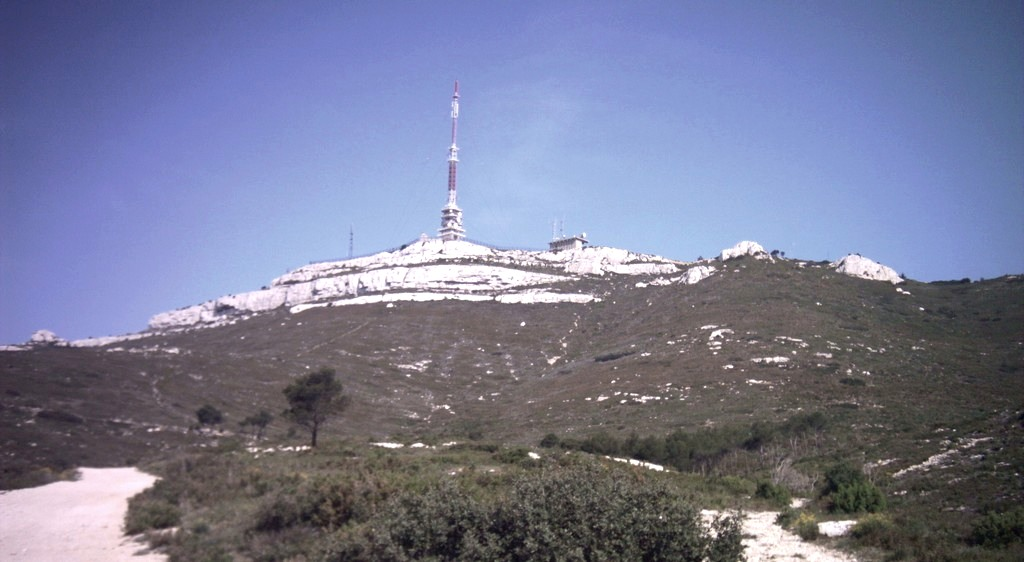
Le pylône haubané TDF de la Grande Étoile vu de Palama (Marseille, 13e arrondissement)

Les sites d'émissions du massif de l'Étoile, près de Marseille, dans les Bouches-du-Rhône, sont des installations servant à la diffusion de la radio, de la télévision, de la téléphonie mobile et d'autres transmissions comme le faisceau hertzien ou le WiMAX.
Sur le massif de l'Étoile, les sites d'émissions sont :
- la Grande Étoile, près de Septèmes-les-Vallons, est composé de 4 pylônes dont un haubané TDF de 148 mètres de haut. Ce site émet des programmes de télévision numérique et de radio en FM et en numérique ainsi que des faisceaux hertziens, BLR, etc. Il appartient à l'opérateur TDF (Télédiffusion de France) ;
- la Petite Étoile, près de Simiane-Collongue, est composé de 2 pylônes détenus par Towercast diffusant des programmes de radio en FM et en numérique ainsi que des transmissions en faisceau hertzien et en PMR. 2 autres pylônes, détenus par Itas Tim, diffusent un programme de radio en FM et en numérique ainsi que des transmissions en faisceau hertzien ;
- le Petit Sanguin à Septèmes-les-Vallons, qui dispose de 3 pylônes diffusant des programmes de radio en FM par auto-diffusion et des transmissions en faisceau hertzien et en PMR ;
- le Grand Sanguin à Septèmes-les-Vallons, qui comporte 2 pylônes diffusant un programme de radio en FM par auto-diffusion et des transmissions en faisceau hertzien et en PMR, et un autre pylône émettant des ondes de téléphonie mobile pour SFR.

## La Grande Étoile

### Pylône haubané

#### Télévision

##### Télévision analogique
La télévision analogique, en Provence, s'est arrêtée le 5 juillet 2011 sauf pour Canal+ qui avait déjà arrêtée la diffusion de ses programmes en analogique le 25 novembre 2009.
| Chaîne                                        | Canal | Puissance (PAR) |
| --------------------------------------------- | ----- | --------------- |
| TF1                                           | 29H   | 475 kW          |
| France 2                                      | 23H   | 475 kW          |
| France 3 Provence-Alpes                       | 26H   | 475 kW          |
| Canal+                                        | 5H    | 250 kW          |
| France 5 (de 3 h à 19 h) Arte (de 19 h à 3 h) | 32H   | 160 kW          |
| M6                                            | 38H   | 160 kW          |
| TMC                                           | 35H   | 160 kW          |
| LCM                                           | 7H    | 1 kW            |

##### Télévision numérique
Tableau des canaux, puissances et diffuseurs
Le pylône haubané de la Grande Étoile émet tous les multiplex.
| Multiplex | Canaux | Puissances (PAR) | Diffuseur |
| --------- | ------ | ---------------- | --------- |
| R1        | 23H    | 100 kW           | TDF       |
| R2        | 38H    | 100 kW           | TDF       |
| R4        | 35H    | 100 kW           | TDF       |
| R6        | 26H    | 100 kW           | TDF       |
| R7        | 29H    | 100 kW           | TDF       |
| R9        | 27H    | 100 kW           | TDF       |

Composition des multiplex
| Multiplex R1 | Multiplex R1            |
| LCN          | Nom de la chaîne        |
| ------------ | ----------------------- |
| 2            | France 2                |
| 3            | France 3 Provence-Alpes |
| 4            | France 4                |
| 16           | France Info             |
| 30           | BFM Marseille Provence  |

| Multiplex R2 | Multiplex R2     |
| LCN          | Nom de la chaîne |
| ------------ | ---------------- |
| 12           | Gulli            |
| 13           | BFM TV           |
| 14           | CNews            |
| 17           | CStar            |
| 18           | T18              |
| 19           | NOVO19           |

| Multiplex R4 | Multiplex R4     |
| LCN          | Nom de la chaîne |
| ------------ | ---------------- |
| 5            | France 5         |
| 6            | M6               |
| 7            | Arte             |
| 9            | W9               |
| 22           | 6ter             |
| 26           | Paris Première   |

| Multiplex R6 | Multiplex R6     |
| LCN          | Nom de la chaîne |
| ------------ | ---------------- |
| 1            | TF1              |
| 8            | LCP              |
| 10           | TMC              |
| 11           | TFX              |
| 15           | LCi              |

| Multiplex R7 | Multiplex R7     |
| LCN          | Nom de la chaîne |
| ------------ | ---------------- |
| 20           | TF1 Séries Films |
| 21           | L'Équipe         |
| 23           | RMC Story        |
| 24           | RMC Découverte   |
| 25           | Chérie 25        |

| Multiplex R9 | Multiplex R9     |
| LCN          | Nom de la chaîne |
| ------------ | ---------------- |
| 52           | France 2 UHD     |
| 53           | Test UHD         |

#### Radio

##### FM
| Fréquence | Station             | Catégorie      | Puissance | Code RDS (PS) | Depuis |
| --------- | ------------------- | -------------- | --------- | ------------- | ------ |
| 89.2      | RFM Provence        | C              | 10 kW     | __RFM___      | 1998   |
| 91.3      | France Inter        | Service public | 400 kW    | __INTER_      | 1963   |
| 92.3      | Radio Star          | B              | 4 kW      | __STAR__      | 1996   |
| 94.2      | France Musique      | Service public | 400 kW    | _MUSIQUE      | 1963   |
| 95.1      | Sud Radio           | E              | 4 kW      | SUDRADIO      | 2008   |
| 99.0      | France Culture      | Service public | 400 kW    | _CULTURE      | 1963   |
| 99.7      | Fun Radio Marseille | C              | 4 kW      | ___FUN__      | 1987   |
| 102.3     | Europe 2 Provence   | C              | 10 kW     | EUROPE_2      | 1988   |
| 103.6     | ici Provence        | Service public | 200 kW    | ICIPROVE      | 1983   |
| 104.3     | RMC                 | E              | 10 kW     | _RMC____      | 1986   |
| 104.8     | Europe 1            | E              | 10 kW     | EUROPE_1      | 1986   |

##### Numérique
Le pylône haubané de TDF retransmet les multiplex "MARSEILLE 5B" et "MARSEILLE 7A".
| Multiplex         | Fréquence   | Radios | Opérateur | Puissance |
| ----------------- | ----------- | --- | --------- | --------- |
| MARSEILLE 5B (5B) | 176,640 MHz | Chante France, Crooner Radio, France Bleu Provence, Générations, Melody, Radio Orient, Radio Scoop Gold, Radio Star, RCF Dialogue, Sud Radio, Sunshine, Tac Tic Radio, Virgin Radio | RadioMux  | 10 kW     |
| MARSEILLE 7A (7A) | 188,928 MHz | Africa Radio, Beur FM, Diva FM, Figaro Radio, France Maghreb 2, Kiss FM, Maritima, Mistral FM, Radio FG Dance, Radio Fuego, Radio Maria France, Radio One, So good Radio            | RadioMux  | 10 kW     |

Les radios mentionnées en italique ont cessé leur diffusion en numérique.

### Pylône "Falaise"

#### FM
| Fréquence | Station              | Catégorie | Puissance | Code RDS (PS) | Depuis |
| --------- | -------------------- | --------- | --------- | ------------- | ------ |
| 89.6      | RCF Dialogue         | A         | 4 kW      | RCF_13__      | 1983   |
| 90.5      | Radio JM             | A         | 4 kW      | RADIO_JM      | 1982   |
| 93.4      | M Radio Méditerranée | C         | 4 kW      | M_RADIO_      | 1991   |
| 93.8      | France Maghreb 2     | D         | 4 kW      | FMAGHREB      | 2011   |
| 101.8     | Diva FM              | A         | 500 W     | DIVA_FM_      | 1988   |
| 107.2     | Maritima             | B         | 4 kW      | MARITIMA      | 2019   |

### Tour hertzienne

#### Autres transmissions
- IFW (opérateur de WiMAX) : Boucle locale radio de 3 GHz.
- TDF : Faisceau hertzien
- Bouygues Telecom : Faisceau hertzien
- SFR : Faisceau hertzien
- Free : Faisceau hertzien

### Bâtiment

#### Autres transmissions
- E*Message (radiomessagerie) : RMU-POCSAG
- Orange : Faisceau hertzien

### Photos du site
- Photos du site sur annuaireradio.fr (consulté le 14 avril 2017).
- Photos du site sur le site tvignaud. (consulté le 14 avril 2017).

### Sources

#### Autres transmissions
- Situation géographique de la Grande Étoile sur cartoradio.fr (consulté le 14 avril 2017).

## La Petite Étoile

### PylôneTowercast

#### Émission de radios FM
| Fréquence | Station             | Catégorie      | Puissance | Code RDS (PS) | Depuis |
| --------- | ------------------- | -------------- | --------- | ------------- | ------ |
| 90.0      | Skyrock Sud         | C              | 10 kW     | SKYROCK_      | 1986   |
| 90.9      | FIP                 | Service public | 4 kW      | __F_I_P_      | 2007   |
| 95.5      | Rire et Chansons    | D              | 10 kW     | _RIRE_&_      | 1998   |
| 96.0      | Nostalgie Provence  | C              | 4 kW      | NOSTALGI      | 1986   |
| 96.8      | Mouv'               | Service public | 4 kW      | __MOUV'_      | 2000   |
| 100.1     | Chérie FM Marseille | C              | 4 kW      | CHERIEFM      | 1992   |
| 100.5     | Radio FG            | D              | 4 kW      | __FG.___      | 2008   |
| 100.9     | Radio Classique     | D              | 10 kW     | CLASSIQ_      | 1991   |
| 101.4     | RTL                 | E              | 10 kW     | ___RTL__      | 1986   |
| 103.1     | BFM Business        | D              | 4 kW      | __BFM___      | 1996   |
| 105.3     | France Info         | Service public | 13 kW     | __INFO__      | 1987   |
| 105.7     | Radio Nova          | D              | 1 kW      | __NOVA__      | 2006   |
| 106.4     | NRJ Marseille       | C              | 10 kW     | __NRJ___      | 1986   |
| 106.8     | RTL2 Marseille      | C              | 4 kW      | __RTL2__      | 1995   |

#### Radio numérique
L'opérateur Towercast émet et diffuse les deux multiplex métropolitains. Au même titre que SDN, qui diffuse quant à lui un bouquet de dix stations de radio associatives, en collaboration avec Radio Galère et Radio Zinzine, depuis un pylône de 35 mètres autoportant.
| Multiplex            | Fréquence   | Radios | Opérateur                            | Puissance Apparente Rayonnée |
| -------------------- | ----------- | --- | ------------------------------------ | ---------------------------- |
| Métropolitain 1 (7C) | 192,352 MHz | AirZen Radio, Chérie FM, Fun Radio, Latina, M Radio, Nostalgie, NRJ, Radio Classique, Rire et Chansons, RTL, RTL2, Skyrock, Skyrock Klassiks | Towercast                            | 20 kW                        |
| Métropolitain 2 (8B) | 197,648 MHz | BFM Business, BFM Radio, Europe 1, Europe 2, FIP, France Culture, France Info, France Inter, France Musique, KTO Radio, Mouv', RFM, RMC      | Towercast                            | 20 kW                        |
| SDN (8C)             | 199,360 MHz | AYP, Euradio, Fréquence Mistral, Hope Radio, Radio Galère, Radio Grenouille, Radio JM, Radio Zinzine, RFM Provence, United Radio             | SDN (Société de Diffusion Numérique) | 4 kW                         |

#### Autres transmissions
- PMR

#### Photos du site
- Photos du site sur annuaireradio.fr (consulté le 14 avril 2017).

### BâtimentTowercast

#### Autres transmissions
- Towercast : Faisceau hertzien

### Pylône Itas Tim

#### Radio FM
| Fréquence | Station    | Catégorie | Puissance | Code RDS (PS) | Depuis |
| --------- | ---------- | --------- | --------- | ------------- | ------ |
| 92.8      | Jazz Radio | C         | 4 kW      | __JAZZ__      | 2008   |

#### Radio numérique
Le pylône Itas Tim diffuse les muliplexes "MARSEILLE 8A" et "MARSEILLE 8D".
| Multiplex         | Fréquence   | Radios | Opérateur | Puissance |
| ----------------- | ----------- | --- | --------- | --------- |
| MARSEILLE 8A (8A) | 195,936 MHz | Ado, Hello Provence, Inrocks Radio, Jazz Radio, M Radio Méditerranée, Melody d'Azur, Oüi FM, Radio FG, Radio Life, Radio Nova, Skyrock Sud, Trace FM, TSF Jazz        | RadioMux  | 10 kW     |
| MARSEILLE 8D (8D) | 201,072 MHz | Alta Frequenza, Antinea Radio, Chérie FM Marseille, MCD, Nostalgie Provence, NRJ Marseille, Paname, Phare FM, Radio Gazelle, Radio Pitchoun, RFI, Tonic Radio, Top FM | SDN       | 10 kW     |

Les radios en italique ont cessé leur diffusion en numérique.

#### Autres transmissions
Itas Tim : Faisceau hertzien

#### Photos du site
- Photos du site sur annuaireradio.fr (consulté le 14 avril 2017).

### Sources

#### Autres transmissions
- Situation géographique du site sur cartoradio.fr (consulté le 14 avril 2017).

## Le Petit Sanguin

### Pylône Radio

#### Radio FM
| Fréquence | Station          | Catégorie | Puissance | Code RDS (PS) | Depuis |
| --------- | ---------------- | --------- | --------- | ------------- | ------ |
| 88.4      | Radio Galère     | A         | 4 kW      | GALERE__      | 1983   |
| 88.8      | Radio Grenouille | A         | 4 kW      | GRENOUIL      | 1981   |
| 97.6      | United Radio     | A         | 4 kW      | United__      | 2008   |

#### Photos du site
- Photos du site sur annuaireradio.fr (consulté le 14 avril 2017).

### 2 autres pylônes autostables

#### Autres transmissions
- Faisceau hertzien
- PMR

### Sources

#### Autres transmissions
- Situation géographique du site sur cartoradio.fr (consulté le 14 avril 2017).

## Le Grand Sanguin

### Pylône detéléphonie mobile
| Opérateur | 2G  | 3G  | 4G  | FH  |
| --------- | --- | --- | --- | --- |
| SFR       | Oui | Oui | Oui | Oui |

#### Autres transmissions
- TDF : Faisceau hertzien
- Private mobile radiocommunications

#### Photos du site
- Photos du site sur annuaireradio.fr (consulté le 14 avril 2017).

### Sources

#### Téléphonie mobileet Autres transmissions
- Situation géographique du site sur cartoradio.fr (consulté le 14 avril 2017).

## Sources communes

### Télévision
- "Liste des anciens émetteurs de télévision français" (fichier PDF)
- Émetteurs TNT dans les Bouches-du-Rhône sur le forum de tvnt.net (consulté le 14 avril 2017).

### Radio

#### FM
- Les radios de Marseille sur annuaireradio.fr (consulté le 14 avril 2017).
- Mixture.fr (rentrer "Marseille" dans "Liste des radios FM/DAB+ actuelles" puis sélectionner "Marseille (13000)") (consulté le 14 avril 2017).

#### Numérique
- La RNT à Marseille sur radioscope.fr (consulté le 14 avril 2017).